# 清江
清江（せいこう、Qing river、拼音: Qīng jiāng）は、中華人民共和国の湖北省南西部を流れる河川で、長江中流右岸の支流。古くは夷水、また圤水とも称した。
湖北省利川市と重慶市の境にある斉岳山の東麓に源を発した龍洞溝を源流とする。利川市、恩施市、建始県、長陽トゥチャ族自治県を経て、長江南岸に位置する宜都市（旧称・枝城市）の中心部で南から長江へと合流している。長さは423キロメートルで、その長さから「八百里清江」という別名がある。流域面積は16,700平方キロメートル。
流域には三つの大きなダムがあり、水力発電と治水に供されている。1994年、長陽トゥチャ族自治県で隔河岩ダムと発電所の工事が始まった。ダムの下流1キロの地点には、工事のためにアジア最長とされる鉄索橋（鉄の吊り橋）が作られた。長さは303メートルで車も通行できたが、工事後に撤去された。その代わりに清江大橋が架けられている。

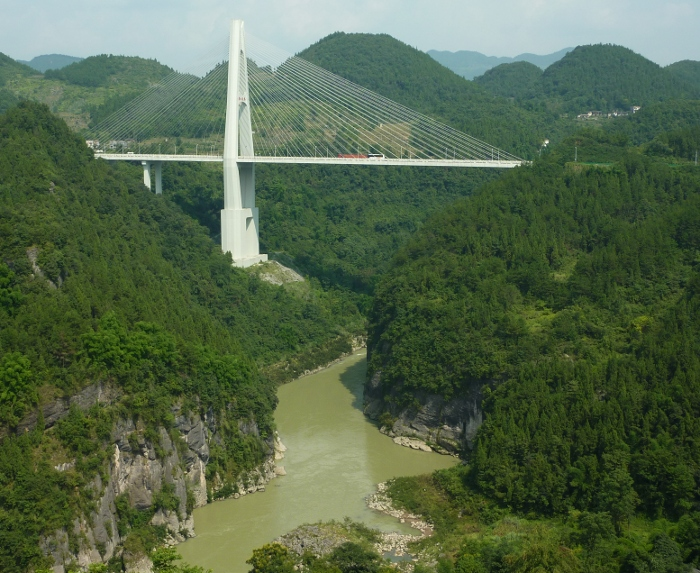
恩施市域の山岳部で清江を超える、G50滬渝高速道路の清江大橋

長陽トゥチャ族自治県内を流れる清江は「清江画廊風景区」として2013年に、恩施市内を流れる清江は「恩施大峡谷風景区」として2015年に中国の5A級観光地にそれぞれ認定された。
2020年7月21日、恩施トゥチャ族ミャオ族自治州内で清江沿いの斜面が崩落、大規模な天然ダムが形成された。堰き止めによる湛水域の影響は同月17日、上流に当たる恩施市内に及び冠水による被害が出た。